# Methia taina
Methia taina är en skalbaggsart som beskrevs av Fernando de Zayas 1975. Methia taina ingår i släktet Methia och familjen långhorningar.
Artens utbredningsområde är Kuba. Inga underarter finns listade i Catalogue of Life.